# پیوند دائمی

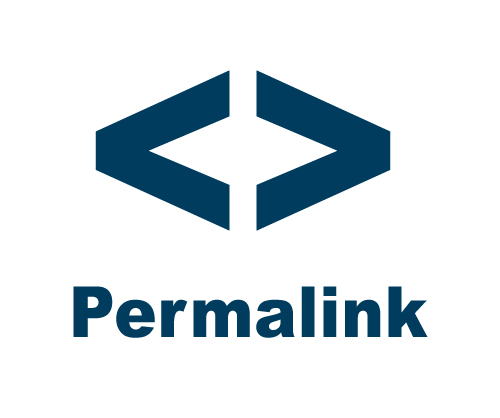
پیوند

پایاپیوند اصطلاحی در وب‌نویسی است و به نشانی اینترنتی یک صفحه یا نوشته گفته می‌شوند که می‌توان آن را در مرورگر نشانک‌گذاری کرد. معمولاً مناسب است که پیوند پایدار حاوی اطلاعاتی در مورد موضوع نوشته باشد که این امر از نظر سئو اهمیت دارد.
اصل کلیدی در ساخت پایاپیوندها این است که با تغییر نام یا جابجایی یک صفحهٔ وب در درون وبگاه، پایاپیوند آن همچنان بدون تغییر باقی می‌ماند. امروزه همچنان استاندارد مشخصی برای ساخت پایاپیوند وجود ندارد و ممکن است از عناصر مختلفی مانند نام نوشته، عنوان، تاریخ، نویسنده و… برای ساخت آن استفاده شود.
پایاپیوندها یک پیوند دائمی به یک مدخل معین از یک وب‌نوشت هستند. در بسیاری از وب‌نوشت‌ها پایاپیوند زیر نوشته‌ها به صورت یک اَبَرپیوند دیده می‌شود که کاربران با کلیک روی آن به صفحهٔ خود آن نوشته منتقل می‌شوند.

## تاریخچه
پایاپیوندها نخستین بار توسط متیو هاکی و به عنوان راه حلی برای از کار افتادن پیوند به ژورنال‌های برخط معرفی شدند.

## مشکلات پیوندهای معمولی و کاربرد پایاپیوند
تحقیقات نشان داده‌است که در بیشتر وبگاه‌ها نیمی از پیوندهای درونی یا بیرون وب با گذشت چهار تا شش سال از کار می‌افتند که این موضوع از نظر تحقیقات آکادمیک اهمیت ویژه‌ای دارد. در این راستا دو راه حل پیشنهاد شده‌است که یکی استفاده از نشانگر دیجیتالی شیء و دیگری پایاپیوند است. بیشتر ژورنال‌های برخط بر پایهٔ یک دادگان ساخته می‌شوند که از یک نرم‌افزار مانند مای‌اس‌کیوال بهره می‌گیرد. با افزودن پرونده‌های جدید به دادگان، صفحه‌های پویا ممکن است جابجا شوند که منجر به ایجاد پیوندهای خراب در وبگاه‌ها دیگر می‌شود. با استفاده از پیوند پایداری که از مجموعه‌ای از نویسه‌ها تشکیل می‌شوند و این نویسه‌ها می‌توانند شامل شناساگرهایی نظیر نام نویسنده، عنوان، موضوع و… باشد، یادکردها معتبر باقی می‌مانند. با این وجود پایاپیوندها اصل محتویات را حفظ نمی‌کنند بنابراین اگر پرونده‌ای حذف شود پایاپیوند آن نیز نامعتبر خواهد شد، اما این با کمک پایاپیوند این اطمینان حاصل می‌شود که تا زمانی که پرونده برخط است پیوند آن معتبر باقی می‌ماند.

## روش‌های جایگزین
استفاده از نشانی وب دیرپا به عنوان یک روش جایگزین برای پایاپیوند مطرح است.

## واژه‌نامه
1. ↑  Matthew Haughey
2. ↑  Persistent uniform resource locator